# Masacre del Instituto Superior Umpqua de 2015
La masacre del Instituto Superior Umpqua fue un asesinato masivo que tuvo lugar el jueves 1 de octubre de 2015 en la ciudad de Roseburg, Oregón, Estados Unidos en donde un joven estadounidense armado, Christopher Harper-Mercer, de 26 años de edad, asesinó a 9 personas y otras 9 resultaron heridas en un tiroteo en el campus del Instituto Superior Técnico de Umpqua (Umpqua Community College). El perpetrador del incidente se suicidó en el lugar, según informaron las autoridades.

## Ataque
Cerca de las 10:38 a. m. la policía del Condado de Douglas recibió la primera llamada de emergencia en que se les informó que una persona armada estaba haciendo disparos en un salón de clases. Las autoridades respondieron al llamado y se dirigieron al lugar del incidente.
Según algunos testigos, el asesino puso en fila a los estudiantes y les pregunto su religión. A los que respondían que eran cristianos los ejecutó con un disparo en la cabeza mientras que los demás recibían un disparo en la pierna. Sin embargo, otras fuentes afirman que el tirador disparaba aleatoriamente y les disparó a algunas personas sin preguntarles nada. Así, entre los muertos se encontraron un agnóstico (Quinn Glenn) y una inglesa neopagana (Kim Dietz).

## Perpetrador
Christopher Sean Harper-Mercer (26 de julio de 1989 - 1 de octubre de 2015) fue el causante de los hechos, tenía 26 años de edad y había nacido en California, se mudó al estado de Oregón con su madre después de que esta se divorció de su padre Ian Harper, padecía del síndrome de Asperger y tenía entrenamiento básico militar. Murió por una herida autoinfligida con una de sus armas.

## Víctimas
Fallecieron 8 personas en la escena del crimen y una más en el Hospital:
- Lucero Alcaraz, 19 años
- Treven Taylor Anspach, 20 años
- Rebecka Ann Carnes, 18 años
- Quinn Glenn Cooper, 18 años
- Kim Saltmarsh Dietz, 59 años
- Lucas Eibel, 18 años
- Jason Dale Johnson, 33 años
- Sarena Dawn Moore, 44 años
- Lawerence Levine, 67 años (profesora asistente)

## Reacciones
- El Presidente de los Estados Unidos Barack Obama lamentó que las masacres en centros educativos se hayan vuelto una rutina y se lamentó también de las personas o grupos que no desean un legislación más estricta de posesión de armas.[13]

- Los aspirantes del Partido Demócrata y del Partido Republicano, Hillary Clinton y Jeb Bush respectivamente, lamentaron el tiroteo vía Twitter y expresaron que sus oraciones están con los familiares y víctimas del hecho.[14][15]